# Elemento di risposta all'ormone
Un elemento di risposta all'ormone (HRE) è una breve sequenza di DNA all'interno del promotore di un gene che è in grado di legare uno specifico complesso recettore-ormone e di conseguenza regolare la trascrizione di una determinata proteina.

La sequenza è più comunemente una coppia di ripetizioni invertite separate da tre nucleotidi, che indica anche che il recettore si lega come dimero. Il legame del complesso recettore-ormone con HRE recluta coattivatori per la RNA-pol II. Le sequenze di DNA, che fanno parte del HRE, possono differire per ampiezza, sequenza, posizione, numero di geni che regolano e ciascun ormone ne riconosce una specifica, influenzando pertanto l'espressione genica. Le mutazioni a carico di HRE portano a perdita di attività ormonale.